# Bogis-Bossey
Bogis-Bossey é uma comuna suíça do Cantão de Vaud pertencente ao distrito de Nyon. Faz parte de uma das nove comunas da Terra Santa. Aldeia fronteira com o País de Gex ainda é fundamentalmente agrícola mas o centro de equitação é muito apreciado dado que está perto de Nyon e que um bosque próximo permite agradáveis passeios a cavalo.

## História
Os mais antigos traços desta localidade nos anais remontam ao século VII depois das doações de Bogis e de Bossey que pertenciam, à Abadia de Bonmont onde os monges cisterciense cultivavam a vinha . 
A localidade de Bossey possui uma casa acastelada construída pelos Turrettini no centro de um antigo domínio senhorial que fez parte dessa doação.

## Armas
A parte superior do brasão lembra que Bogis-Bossey pertenceu aos senhores de Gingins, e a parte inferior é o da família Turrettini que fez construir o castelo de Bossey.